# Comité Olímpico Sudanés
El Comité Olímpico Sudanés es el Comité Nacional Olímpico de Sudán, fundado en 1956 y reconocido por el COI desde 1959.